# Architektur- und Designhochschule Oslo

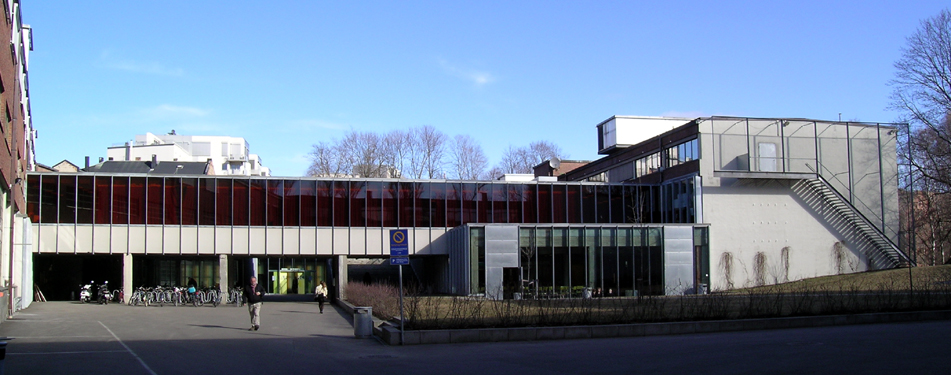
Architektur- und Designhochschule Oslo

Die Architektur- und Designhochschule Oslo  (AHO, norwegisch Arkitektur- og designhøgskolen i Oslo und ehemals Arkitekthøgskolen i Oslo) ist eine öffentliche Forschungsuniversität, die eine Ausbildung in Architektur, Industriedesign, Stadtplanung und Landschaftsarchitektur anbietet und 1945 gegründet wurde. Die Schule befindet sich in Oslo und hat im Jahr 2013 etwa 600 Schüler sowie 120 Mitarbeiter.
Der englische Name der Hochschule ist The Oslo School of Architecture and Design.

## Organisation
Die Schule ist in vier Fachbereiche unterteilt:
- Fachbereich Architektur
- Institut für Städtebau und Landschaftsplanung
- Institute für Form, Theorie und Geschichte
- Institute für Industriedesign

AHO ist eine führende nordische Institution in der Forschung von Architektur und Design. Die Forschungen sind als Projekte unter den Abteilungen aufgeteilt und organisiert.
Das Forschungsprogramm wird als separate akademische und administrative Einheit organisiert. Das Gleiche gilt für die AHO-Bibliothek und diverse Workshops.

## Bekannte Dozierende
- Christian Norberg-Schulz (1926–2000), norwegischer Architekt und emeritierter Universitätsprofessor 1966–1992
- Sverre Fehn (1924–2009), norwegischer Architekt und emeritierter Universitätsprofessor 1971–1995
- Neven Mikac Fuchs (* 1947), norwegischer Architekt und emeritierter Universitätsprofessor 1994–2020
- Anne Lacaton (* 1955), französische Architektin und Gastprofessorin 2009
- Harry Gugger (* 1956), Schweizer Architekt, emeritierter Universitätsprofessor und Gastprofessor 2012
- Ai Weiwei (* 1957), chinesischer Architekt und Gastprofessor 2011
- Christian Kerez (* 1962), Schweizer Architekt, Universitätsprofessor und Gastprofessor 2016
- Philippe Rahm (* 1967), Schweizer Architekt und Gastprofessor 2010
- Raphael Zuber (* 1973), Schweizer Architekt und Gastprofessor 2014
- Pascal Flammer (* 1973), Schweizer Architekt und Gastprofessor 2020
- Junya Ishigami (* 1974), japanischer Architekt und Gastprofessor 2017
- Kersten Geers (* 1975), belgischer Architekt, Universitätsprofessor und Gastprofessor 2017
- Angela Deuber (* 1975), Schweizer Architektin und Gastprofessorin 2019
- Go Hasegawa (* 1977), japanischer Architekt und Gastprofessor 2014
- Noura Al Sayeh Holtrop (* 1983), arabische Architektin und Gastprofessorin 2020
- Romina Grillo (* 1984), rumänische Architektin und Assistentin von Christian Kerez 2016
- Giulia Furlan (* 1985), Schweizer Architektin und Gastprofessorin 2018 mit Francesca D’Apuzzo und Patricia da Silva
- Laura Cristea (* 1987), rumänische Architektin und Assistentin von Raphael Zuber 2014
- Logi Már Einarsson, Mitglied des isländischen Parlaments

## Bekannte Studierende
- Juliane Greb (* 1985), Architektin und Dozentin

## Experimentelles Bauen
- 2014–2016: Inverted House, Hokkaidō von Prof. Raphael Zuber, Prof. Neven Fuchs-Mikac und Prof. Thomas McQuillan mit Kengo Kuma and Associates[4]